# Gerard Noel, 2. Baronet
Sir Gerard Noel Noel, 2. Baronet (geborener Edwardes, * 17. Juli 1759 in Tickencote, Rutland; † 25. Februar 1838 in Exton, Rutland) war ein britischer Adliger und Politiker.

## Leben

Familienwappen des Gerard Noel ab 1798

Er wurde als Gerard Noel Edwardes geboren und war der einzige Sohn des Gerard Anne Edwardes (1734–1773) aus dessen Ehe mit Lady Jane Noel (1733–1811). Sein Vater war ein unehelicher Sohn des Lord Anne Hamilton (1709–1748), Sohn des James Hamilton, 4. Duke of Hamilton. Seine Mutter war eine Tochter des Baptist Noel, 4. Earl of Gainsborough. 1773 erbte er von seinem Vater das Gut Welham Grove in Leicestershire.
Am 20. Dezember 1780 heiratete er in erster Ehe in London Diana Middleton (1762–1823), einzige Tochter und Erbin des Admirals Charles Middleton, 1. Baron Barham.
1784 wurde er erstmals ins britische House of Commons gewählt. Im Parlament saß er von 1784 bis 1788 als Abgeordneter für das Borough Maidstone in Kent und von 1788 bis 1808 sowie von 1814 bis 1838 als Knight of the Shire für das County Rutland.
Nach dem Tod seines Onkels mütterlicherseits Henry Noel, 6. Earl of Gainsborough, am 8. April 1798, erbte er einen wesentlichen Teil von dessen Vermögen einschließlich des Familiensitzes Exton Park in Rutland und nahm aus diesem Anlass mit königlicher Lizenz vom 5. Mai 1798 dessen Familiennamen „Noel“ und dessen Wappen an.
Aufgrund einer besonderen Erbregelung erbte er beim Tod seines Schwiegervaters am 17. Juni 1813 dessen Adelstitel als 2. Baronet, of the Navy, der diesem am 23. Oktober 1781 in der Baronetage of Great Britain verliehen worden war. Seine Gattin erbte zugleich dessen Titel 2. Baroness Barham.
Nach dem Tod seiner ersten Gattin heiratete er am 4. Mai 1823 in zweiter Ehe Harriet Gill († 1826), Tochter eines anglikanischen Pfarrers aus Scraptoft in Leicestershire. Nachdem diese 1826 gestorben war, heiratete er am 13. August 1831 eine Frau namens Isabella († 1867), Witwe des Raymond Evans.

## Nachkommen
Aus seiner ersten Ehe hatte er fünf Töchter und acht Söhne:
- Louisa Elizabeth Noel († 1816) ⚭ 1807 William Henry Hoare;
- Emma Noel († 1873) ⚭ 1873 Stafford O’Brien;
- Charlotte Margaret Noel († 1869), ⚭ (1) 1813 Thomas Welman, ⚭ (2) 1839 Thomas Thompson;
- Augusta Julia Noel († 1833) ⚭ 1833 Thomas Gisborne Babington;
- Juliana Hicks Noel († 1855) ⚭ 1834 Rev. Samuel Philips;
- Charles Noel, 1. Earl of Gainsborough (1781–1866), MP für Rutland 1808–1814, ⚭ (1) 1809 Elizabeth Welman, ⚭ (2) 1817 Elizabeth Grey, ⚭ (3) 1820 Arabella Hamlyn-Williams, ⚭ (4) 1833 Lady Frances Jocelyn;
- Rev. Gerard Thomas Noel (1782–1851), Kanoniker in Winchester, ⚭ (1) 1806 Charlotte Sophia O’Brien, ⚭ (2) 1841 Susan Kennaway;
- William Middleton Noel (1789–1859), MP für Rutland 1838–1840, ⚭ 1817 Anne Yates;
- Frederick Noel (1790–1833), Captain der Royal Navy, ⚭ 1815 Mary Woodley;
- Rev. Francis James Noel (1793–1854), Pfarrer von Nettlestead und Teston in Kent;
- Berkeley Octavius Noel (1794–1841) ⚭ 1820 Letitia Penelope Adderley;
- Rev. Leland Noel Noel (1797–1870), Vikar in Exton, Kanoniker in Peterborough, ⚭ 1824 Mary Arabella Foljambe;
- Rev. Baptist Wriothesley Noel (1799–1873) ⚭ 1826 Jane Baillie.

Seine zweite und dritte Ehe blieben kinderlos.
Er starb 1838 im Alter von 78 Jahren auf seinem Anwesen Exton Park und wurde auch dort begraben. Sein ältester Sohn Charles Noel, der ihn 1838 als 3. Baronet beerbte, hatte 1823 von seiner Mutter den Titel 3. Baron Barham geerbt und wurde 1841 zum Earl of Gainsborough erhoben.